# مجزرة النصيرات 2024
في 8 يونيو/حزيران 2024، وخلال عملية لإنقاذ الأسرى المحتجزين في مخيم النصيرات للاجئين، قتل الجيش الإسرائيلي ما لا يقل عن 276 شخصاً وأصاب أكثر من 698 آخرين، وفقاً لوزارة الصحة في غزة ومسؤولي الصحة الفلسطينيين. كان هدف العملية استعادة الأسرى الذين تم أسرهم خلال عملية طوفان الأقصى، واعترف الجيش الإسرائيلي بمقتل أقل من 100 فلسطيني.
تم إنقاذ أربعة أسرى إسرائيليين – نوعا أرغاماني، شلومي زيف، ألموج مئير جان، وأندريه كوزلوف – من مبنيين سكنيين متعددي الطوابق في النصيرات. وفقًا لقوات الاحتلال الإسرائيلية، فقد تم احتجازهم من قبل مدنيين من غزة تابعين لحماس وكانوا تحت حراسة مسلحين من حماس.
خلال العملية، شن الجيش الإسرائيلي هجوما مكثفا جويا وبحريا وبرياً. وأدى ذلك إلى سقوط ضحايا من المدنيين. ووصف جوزيب بوريل، رئيس السياسة الخارجية بالاتحاد الأوروبي، الأحداث بأنها "مذبحة". وأفادت وزارة الصحة في غزة بمقتل ما لا يقل عن 274 فلسطينيًا في المخيم، من بينهم 64 طفلًا و57 امرأة، مع إصابة ما لا يقل عن 698 شخصًا. وقالت قوات الاحتلال الإسرائيلية إنها على علم بسقوط أقل من 100 ضحية فلسطينية. أصيب ضابط اليمام أرنون زامورا بجروح خطيرة وتوفي لاحقًا متأثرًا بجراحه.
وفي أعقاب العملية، حذر المتحدث باسم كتائب الشهيد عز الدين القسام أبو عبيدة من أنها ستؤدي إلى المزيد من التهديدات لأسرى الإسرائيليين. ونشرت كتائب القسام لاحقا مقطع فيديو قصيرا قالت فيه إن الغارة أسفرت أيضا عن مقتل ثلاثة أسرى إسرائيليين لم يتم الكشف عن هويتهم، بما في ذلك شخص يحمل الجنسية الأميركية المزدوجة. لم يتم تقديم أي دليل على هذا الادعاء. وقالت مفوضية الأمم المتحدة السامية لحقوق الإنسان إن القوات الإسرائيلية والجماعات المسلحة الفلسطينية ربما ارتكبت جرائم حرب.

## الخلفية
أنشئ مخيم النصيرات للاجئين في قطاع غزة بعد طرد الفلسطينيين أو فرارهم من إسرائيل خلال حرب فلسطين عام 1948. بدأت إسرائيل احتلالها لقطاع غزة في عام 1967، ومنذ عام 2007، تخضع المنطقة لحصار جوي وبحري إسرائيلي. في 7 أكتوبر 2023، شنت كتائب القسام (الجناح العسكري لحركة حماس) هجومًا على إسرائيل. وكجزء من الهجوم، الذي شاركت فيه أيضًا جماعات فلسطينية مسلحة أخرى، اختطفت حماس حركة الجهاد الإسلامي في فلسطين وجماعات فلسطينية مسلحة أخرى 251 مدنيًا وجنديًا إسرائيليًا. أدى هذا الهجوم إلى حرب غزة.
مخيم النصيرات للاجئين هو مخيم لاجئين تابع لوكالة غوث وتشغيل اللاجئين الفلسطينيين (الأونروا) يقع في وسط قطاع غزة، في دير البلح. وتعرض المخيم للقصف مرارا وتكرارا خلال الحرب بين إسرائيل وحماس، مما أسفر عن مقتل أكثر من مائة فلسطيني في الهجمات. وقد وقع الهجوم الأخير على المخيم قبل أيام قليلة من عملية الإنقاذ، حيث قامت قوات جيش الاحتلال الإسرائيلي بضرب مدرسة تابعة للأونروا في المخيم، مما أسفر عن مقتل 33 شخصًا على الأقل. إن تصنيف القتلى متنازع عليه حيث أفادت مصادر في غزة أن عدداً من النساء والأطفال كانوا ضمن حصيلة القتلى، في حين قال جيش الاحتلال الإسرائيلي أن القتلى كانوا من بين مقاتلي النخبة في حماس والجهاد الإسلامي الفلسطيني.
وكانت هذه العملية هي ثالث عملية إنقاذ ناجحة معروفة ينفذها جيش الاحتلال الإسرائيلي منذ بداية الحرب. تم إنقاذ الرقيب في جيش الاحتلال الإسرائيلي أوري ميجيديش ‏ في أكتوبر 2023 من الجزء الشمالي لقطاع غزة، وتم إنقاذ اثنين من الأسرى الذكور في فبراير 2024 من جنوب رفح. بالإضافة إلى ذلك، تم تبادل عدد من الأسرى الإسرائيليين والسجناء الفلسطينيين في عام 2023.

## الأسرى
تم اختطاف الأسرى الأربعة الذين تم إنقاذهم من مهرجان ريم الموسيقي، وتم التعرف عليهم على أنهم نوح أرغاماني ‏ (26 عامًا)، وألموغ مائير جان (22 عامًا)، وأندريه كوزلوف (27 عامًا)، وشلومي زيف (41 عامًا). كان كل من أرجاماني ومائير جان من رواد المهرجان، بينما كان كوزلوف، وهو مهاجر حديث من روسيا، وزيف يعملان كحراس أمن للمهرجان.
ظهرت أرغاماني في أحد الفيديوهات الأولية التي نشرتها حماس لتوثيق المجزرة. شوهدت وهي تُقتاد على دراجة نارية وهي تصرخ: "لا تقتلوني!". ذراعاها ممدودتان نحو حبيبها، أفيناتان أور، الذي كان يُختطف هو الآخر. وقد أصبح هذا المقطع رمزاً لأزمة الأسرى، مما أدى إلى وصف أرغاماني بأنه "وجه أسرى مهرجان نوفا الموسيقي". وكان لدى عائلة أرغامي مؤشرات على أنها على قيد الحياة، حيث ظهرت في مقطع فيديو لحماس صدر في يناير/كانون الثاني 2024.
كان المختطفون يعانون من سوء التغذية أثناء أسرهم وكانوا يتعرضون للضرب في كثير من الأحيان. أفاد الأسرى الثلاثة الذكور، شلومي زيف، وألموغ مائير جان، وأندريه كوزلوف، أنهم تعرضوا لاعتداءات جسدية ونفسية أثناء وجودهم في أسر حماس في غزة، كما ذكرت صحيفة وول ستريت جورنال. لمدة ستة أشهر تم حبسهم في غرفة مظلمة واحدة دون أي اتصال بالعالم الخارجي. وواجهوا عقوبات شديدة لعدم الامتثال، مثل حبسهم في حمام صغير أو دفنهم تحت الأغطية في حرارة شديدة. وقال الطبيب المسؤول عن علاج الأسرى الذين تم إنقاذهم إنهم تعرضوا للضرب وأظهروا علامات سوء التغذية بسبب عدم وجود طعام كافٍ أثناء وجودهم في الأسر. وبالإضافة إلى ذلك، أخضعهم الخاطفون لتعذيب نفسي، بما في ذلك التهديد بالقتل والادعاءات بأن لا أحد سيأتي لإنقاذهم. صرح البروفيسور إيتاي بيساح في المركز الطبي شيبا الذي عالج الأسرى الثلاثة الذكور، أنهم عانوا من صدمة شديدة وكانوا يعانون من ضمور العضلات بسبب سوء التغذية.
وقالت أرغاماني إنها كانت محتجزة في أربع شقق مختلفة خلال الأشهر الثمانية التي قضتها في الأسر، وفي الموقع الأخير، أجبرتها الأسرة على غسل الأطباق. وذكرت صحيفة يديعوت أحرونوت أن الفتاة كانت تطبخ في بعض الأحيان بمكونات أساسية تم توفيرها لها.

وزعمت كتائب القسام (الجناح العسكري لحركة حماس) أن ثلاثة أسرى آخرين قُتلوا نتيجة للغارة. ولم يذكروا أسماء أي منهم، أو يعرضوا صورًا لهم، لكنهم زعموا أن أحد الثلاثة مواطن أمريكي، ونشروا مقطع فيديو قصيرًا يحتوي على نص باللغات العربية والعبرية والإنجليزية. ويظهر في الفيديو ثلاث جثث مجهولة الهوية، حيث كانت وجوههم مغطاة بقضبان الرقابة. ولم تكشف الكتائب عن تفاصيل حول كيفية مقتل الأسرى، لكنها قالت إنهم قتلوا على يد الجيش الإسرائيلي.
 "في مقابلهم قتل جيشكم ثلاثة من أسراكم في نفس الهجوم، أحدهم يحمل الجنسية الأميركية" - كتائب القسام، 9 حزيران/يونيو 2024.

## الإنقاذ
وقالت قوات الاحتلال الإسرائيلية إنها عملت مع جهاز الأمن الداخلي الإسرائيلي (الشاباك) والشرطة الإسرائيلية لتحرير الأسرى الإسرائيليين الأربعة. كما ورد لاحقًا أن العملية تمت بمساعدة استخباراتية من الولايات المتحدة والمملكة المتحدة. تم التخطيط للعملية على مدى عدة أسابيع، وتم تنفيذها بعد ظهور فرصة استخباراتية. دخل بعض أفراد القوات الخاصة إلى مخيم اللاجئين في سيارة تحمل مرتبة فوقها، متنكرين في صورة لاجئين فلسطينيين فارين من رفح، بحسب مراسلين سعوديين. ويقال إنهم أخبروا السكان المحليين أنهم كانوا يفرون من الهجوم الإسرائيلي على رفح، في حين زعم سكان محليون فلسطينيون آخرون أن قوات أخرى دخلت في شاحنات إنسانية. ومع ذلك، يزعم مسؤول كبير في إدارة بايدن أن القوات الإسرائيلية لم تستخدم شاحنة مساعدات. 
بدأت العملية حوالي الساعة 11 صباحًا، حيث قام ضباط اليمام والشين بيت بمداهمة مبنيين متعددي الطوابق يبعدان عن بعضهما البعض حوالي 200 متر، في وسط النصيرات، حيث ورد أن الأسرى كانوا محتجزين في منزلين عائليين. أثناء فترة الأسر، تم احتجاز الأسرى في بيئة مدنية، تحت حراسة مسلحي. وذكرت التقارير أن الأسير الأنثى أرغاماني كانت محتجزة بشكل منفصل عن الأسرى الثلاثة الذكور، الذين ورد أنهم كانوا محتجزين معًا طوال فترة أسرهم التي استمرت ثمانية أشهر. ولم يتم احتجاز أي منهم في شبكة أنفاق حماس.
وذكرت قوات الاحتلال الإسرائيلية أن الأسرى الثلاثة كانوا محتجزين في منزل عائلة الطبيب أحمد الجمل وقت عملية الإنقاذ. ابنه عبدالله الجمل وكان من بين الحاضرين أيضًا الصحفي المستقل. وأفاد رامي عبده، رئيس المرصد الأورومتوسطي لحقوق الإنسان، بأن أحمد الجمل وعبد الله الجمل وزوجته قتلوا جميعاً بعد اقتحام قوات الاحتلال الإسرائيلي للمنزل بواسطة السلم. نفت قناة الجزيرة مزاعم جيش الاحتلال الإسرائيلي بأن عبد الله الجمل كان أحد صحفييها، مشيرة إلى أنه ساهم في كتابة مقال رأي نُشر على موقعها الإلكتروني، لكن لم تكن له أي علاقة أخرى بالشبكة. كان عبد الله الجمل قد ساهم في مجلة كرونيكل فلسطين، وهي مجلة إلكترونية غير ربحية مقرها الولايات المتحدة. وزعمت صحيفة ذا بالستاين كرونيكل وجود تناقضات في الرواية الإسرائيلية، إلا أن تحقيقاً أجرته صحيفة وول ستريت جورنال وجد أن عائلة الجمل كانت معروفة بعلاقاتها الوثيقة مع حماس ودعمها لها. وانتقد السكان المحليون حركة حماس بسبب احتجازها الأسرى في المناطق المدنية.
أثناء استخراج الأسرى الثلاثة الذكور، اندلعت معركة بالأسلحة النارية، مما أدى إلى إصابة قائد فريق الإنقاذ في يامام لهذا المبنى بجروح قاتلة. خلال العملية، قالت القيادة الجنوبية وسلاح الجو الإسرائيلي إنهما تبادلا إطلاق النار مع مسلحي حماس. وقال متحدث باسم جيش الاحتلال الإسرائيلي إن قواته تعرضت لإطلاق نار داخل المباني وأثناء انسحابها من غزة. تم إخراج الأسرى الثلاثة من مخيم اللاجئين، ولكن عندما علقت سيارة الاستخراج، اضطرت قوات إضافية لإنقاذهم حيث تعرضت السيارة لإطلاق النار. تم نقلهم بعد ذلك إلى منطقة هبوط على الساحل ونقلهم جواً إلى إسرائيل.  ولم يصب المختطفون بأذى، وتم نقلهم إلى مركز شيبا الطبي.
وذكر شاهد عيان في المخيم أن "قصفًا مجنونًا" وقع فجأة، في حين ذكر آخر أن الضربة وقعت عندما كان الناس نائمين. وأفاد شهود عيان أن كتلاً سكنية بأكملها قد دمرت بالكامل. وذكر شاهد عيان كان متواجداً في السوق أن حوالي 150 صاروخاً سقط على السوق وما حوله في أقل من 10 دقائق. وبحسب أحد السكان والمسعفين في المخيم، فإن الهجوم بدا وكأنه "فيلم رعب"، وأن الطائرات الحربية والمسيرات الإسرائيلية أطلقت النار بشكل عشوائي طوال الليل على منازل الناس وأولئك الذين حاولوا الفرار من المنطقة. نُشرت مقاطع فيديو على وسائل التواصل الاجتماعي، يُقال إنها تُظهر جثثًا وأحشاءها تتناثر على الشوارع الملطخة بالدماء بعد الهجوم، على الرغم من أن رويترز لم تتمكن من التحقق من اللقطات على الفور. وأظهرت لقطات إضافية فلسطينيين في منطقة السوق وهم يبحثون عن غطاء بينما كانت الصواريخ تحلق في المنطقة وينطلق إطلاق النار.
ونفت الولايات المتحدة استخدام رصيفها العائم في غزة (المخصص لتوصيل المساعدات إلى غزة) في العملية. وجاء هذا النفي في أعقاب نشر صور تظهر منطقة الهبوط المستخدمة للإخلاء الجوي مباشرة إلى الجنوب على طول الساحل من الرصيف، مع إمكانية رؤية المنشأة الأمريكية بوضوح في الخلفية القريبة.

## المجزرة

### الضربات الجوية
وبحسب التقارير فإن "واحدة على الأقل من المركبات" التي كانت تقل الأسرى الثلاثة تعطلت، واستدعى الجيش الإسرائيلي الدعم "مهاجما من الجو والبحر والبر بقوة هائلة".
الساعة 11:27 وفي حوالي الساعة 10:00 صباحا، وقعت ضربة بالقرب من المبنى الذي تم إنقاذ الأسرى الثلاثة الذكور منه. وبعد ذلك تم هدم المبنى بضربة أخرى. وقبل الظهر بقليل، أدت غارة أخرى إلى هدم المبنى الذي كانت تحتجز فيه نوح أرغاماني. وقال إيال شحتوت، أحد سكان المبنى المجاور، لصحيفة نيويورك تايمز إن منزله تعرض للقصف، مما أدى إلى دفن العديد من أفراد عائلته تحت الأنقاض. قُتل 18 من أفراد عائلته، بينهم زوجته وأربعة أطفال وحفيدان. ولم يقدم الجيش الإسرائيلي أي تفسير لسبب استهداف المنزل. وإلى الجنوب من مواقع احتجاز الأسرى، تم استهداف سوق أيضًا. الساعة 11:45 وفي حوالي الساعة 10:00 صباحا، شوهدت أعمدة الدخان تتصاعد في وسط مدينة النصيرات.
وقُتل العشرات من السكان المحليين، بينهم أطفال. وفقًا لبيان صادر عن منظمة أطباء بلا حدود، التي تعمل في مستشفى شهداء الأقصى بدير البلح، "شهدنا سقوط عدد كبير من الضحايا المتتاليين نتيجة قصف المناطق المكتظة بالسكان. وهذا يتجاوز بكثير ما يمكن لأي مستشفى عملي التعامل معه، ناهيك عن الموارد الشحيحة المتوفرة لدينا هنا." كما غص مستشفى العودة في النصيرات بالضحايا، "بما في ذلك العديد من الأطفال الذين استلقوا في الممرات". "وقد أدت الغارات إلى تدمير مباني سكنية في جميع أنحاء المخيم، وفقًا لشهود عيان ومقاطع فيديو" وقال مكتب الأمم المتحدة لحقوق الإنسان إن كل من القوات الإسرائيلية والجماعات المسلحة الفلسطينية ربما ارتكبت جرائم حرب، مستشهداً بـ"انتهاكات محتملة لقواعد التناسب والتمييز والاحتياط" في حالة الأولى و"احتجاز أسرى في مناطق مكتظة بالسكان" في حالة الثانية.

### الخسائر
وقد أثارت العملية جدلاً حول عدد القتلى. أعلنت وزارة الصحة في غزة في اليوم نفسه الذي وقعت فيه العملية أن عدد الضحايا "ارتفع إلى 210 شهداء وأكثر من 400 جريح". وفي وقت لاحق من ذلك اليوم، حُدِّث العدد إلى 274 فلسطينيًا قُتلوا خلال العملية، وحوالي 700 جريح. صرحت تانيا حاج حسن، طبيبة العناية المركزة للأطفال في منظمة أطباء بلا حدود، أن مستشفى الأقصى، حيث تم نقل 109 فلسطينيين من بينهم 23 طفلاً و11 امرأة وأكثر من 100 جريح، كان "حمام دم كامل". أشار زياد، وهو مسعف ومقيم في النصيرات، وأبو عبيدة، المتحدث باسم كتائب القسام، إلى الهجوم باعتباره مجزرة. تم نقل 100 شخص آخرين قتلوا في الهجمات إلى مستشفى العودة. ليس من المعروف عدد المقاتلين المدرجين في هذه الإحصائيات.
وفقًا لجيش الاحتلال الإسرائيلي، تدفع حماس أموالًا لعائلات فلسطينية لاحتجاز الأسرى في منازلهم، مما قد يُفسر ارتفاع عدد الضحايا. إضافةً إلى ذلك، وقع اشتباك ناري واسع النطاق أثناء محاولة القوات الخاصة التابعة لجيش الاحتلال الإسرائيلي إخراج الأسرى، حيث ورد أنها تعرضت لإطلاق نار من عشرات المسلحين بقذائف آر بي جي والرشاشات عندما تعطلت مركبتهم. استدعى جيش الاحتلال الإسرائيلي غارات جوية لتغطية عملية إجلائهم. ويُقدر جيش الاحتلال الإسرائيلي عدد ضحايا العملية بـ"أقل من 100".
صرح المتحدث باسم حماس أبو عبيدة بأن العملية أسفرت عن مقتل عدد من الأسرى الإسرائيليين الآخرين، بما في ذلك واحد يحمل الجنسية الأمريكية، ونفى المتحدث باسم جيش الاحتلال الإسرائيلي بيتر ليرنر هذا الادعاء. وفي اليوم التالي للعملية، نشر الجناح العسكري لحركة حماس مقطع فيديو على قناته على تطبيق تيليجرام يظهر فيه جثث ثلاثة أسرى قيل إنهم قتلوا خلال عملية الإنقاذ. تم إخفاء وجوه الجثث لمنع التعرف عليها.

## العواقب
تم لم شمل أرغاماني مع والدها ونقلها إلى مركز شيبا الطبي لتلتقي بوالدتها، حيث كانت تتلقى العلاج من سرطان المخ في مراحله النهائية. وقال والدها للصحفيين "اليوم هو عيد ميلادي، وما هي الهدية التي تلقيتها". خلال مكالمة هاتفية مع أرغاماني، قال رئيس الوزراء الإسرائيلي بنيامين نتنياهو : "لم نتخلى عنك ولو للحظة واحدة". توفيت والدتها بعد أقل من شهر. تمت إعادة تسمية عملية الإنقاذ إلى "عملية أرنون"، تكريمًا لأرنون زمورا، قائد مهمة الإنقاذ الذي توفي لاحقًا متأثرًا بجراحه. كما تم تغيير اسم جسر للمشاة في بتاح تكفا إلى "جسر عملية أرنون".
تم طرد الممثلة والمذيعة العربية الإسرائيلية لمى طاطور بعد أن نشرت منشورًا على موقع إنستغرام بخصوص ظهور نوا أرغاماني. كتبت: "هكذا تبدو فتاةٌ في الأسر منذ تسعة أشهر؟ [...] هذا ما تُقتل من أجله النساء والأطفال الأبرياء في غزة؟" وقالت إن حواجب أرغاماني تبدو أجمل من حواجبها. فسر البعض تعليقاتها بأنها "غير حساسة" و"تسخر" من مظهر أرجاماني.
أرجأ عضو مجلس الوزراء الإسرائيلي لشؤون الحرب بيني غانتس مؤتمرا صحفيا كان مقررا عقده في ليلة الغارة، والذي تزامن مع الموعد النهائي المحدد له للاستقالة إذا لم يقدم رئيس الوزراء بنيامين نتنياهو خطة جديدة للحرب. وفي اليوم التالي استقال.
ظهرت مزاعم حول استخدام رصيف عائم بناه الجيش الأمريكي في غزة في عملية جيش الاحتلال الإسرائيلي، بعد أن بدأ تداول مقطع فيديو يظهر طائرة هليكوبتر تابعة لجيش الاحتلال الإسرائيلي تقلع من الشاطئ مع وجود الرصيف في الخلفية عبر الإنترنت في 8 يونيو 2024.[بحاجة لمصدر أفضل] صرح مسؤولون أمريكيون بأن الرصيف كان يستخدم فقط للمساعدات الإنسانية وأن المروحية كانت تستخدم لإعادة الأسرى إلى إسرائيل وهبطت جنوب الرصيف ولكن ليس داخل المنطقة المطوقة كانت الولايات المتحدة قد وعدت جماعات الإغاثة بأن الرصيف سيكون منطقة محظورة على القوات الإسرائيلية، وقامت الأمم المتحدة بتعليق عمليات الإغاثة على الرصيف أثناء التحقيق فيما إذا كان الاستخدام الإسرائيلي، الحقيقي أو الظاهر، لمرافق الرصيف وتصور الفلسطينيين لذلك، قد خفف من استمرار الاشتباك على الرصيف. وقالت منظمة أوكسفام ومنظمات إغاثة أخرى إنها تنتظر إجابات من الحكومة الأميركية. استؤنفت عمليات تسليم المساعدات على الرصيف في 19 يونيو 2024، لكن وكالات الإغاثة لم تستأنف التوزيع. تم إزالة الرصيف بسبب سوء الأحوال الجوية في 28 يونيو 2024.

## ردود الفعل

### المحلية
- حماس أصدرت حماس بيانًا صحفيًا في 8 يونيو/حزيران وصفت فيه تصرفات جيش الاحتلال الإسرائيلي والجيش الإسرائيلي بأنها "مجزرة مروعة بحق المدنيين الأبرياء".[29] وقال إسماعيل هنية، زعيم حماس، إن "المقاومة ستستمر"، مضيفًا: "إذا كان الاحتلال يعتقد أنه يستطيع فرض خياراته علينا بالقوة، فهو واهم". وصرح أبو عبيدة، المتحدث باسم الجناح العسكري للحركة، في بيان صحفي: "ستشكل العملية خطرًا كبيرًا على أسرى العدو، وسيكون لها تأثير سلبي على ظروفهم وحياتهم".[19]
- فلسطين: وصف الرئيس الفلسطيني محمود عباس عملية الإنقاذ بأنها "مجزرة".[83][84] وفي اليوم التالي للعملية، أصدر عباس تعليماته للمبعوث الفلسطيني لدى الأمم المتحدة بطلب عقد جلسة طارئة مع مجلس الأمن التابع للأمم المتحدة لمناقشة تداعيات العملية والوفيات الناجمة عنها.[85][بحاجة لمصدر أفضل]
- إسرائيل: قال رئيس الوزراء الإسرائيلي بنيامين نتنياهو: "نحن ملتزمون بالقيام بذلك في المستقبل أيضًا. ولن نتوقف حتى نكمل المهمة ونعيد جميع الأسرى إلى ديارهم — الأحياء منهم والأموات".[86] وقال وزير الدفاع يوآف غالانت إن العملية كانت "جريئة بطبيعتها، ومخططة ببراعة، ومنفذة بطريقة غير عادية".[87]
  - كررت عائلات الأسرى الذين ما زالوا محتجزين مطالبها بوقف إطلاق النار بعد ورود أنباء عملية الإنقاذ. وصرحت زوجة ابن أحد الأسرى: "ليس لدى الأسرى وقت. لا يمكننا إطلاق سراح الجميع في العمليات، وعلينا التوصل إلى اتفاق ينقذ الأرواح".[72] وصرح أحد أعضاء الفريق الصحي في منتدى الأسرى والعائلات المفقودة بأن مثل هذه العمليات ليست وسيلةً لاستعادة جميع الأسرى المتبقين - أحياءً كانوا أم أمواتًا - بل يجب التركيز على وقف إطلاق النار.[58]

### الدولية
- الأرجنتين: واحتفل الرئيس الأرجنتيني خافيير مايلي بإطلاق سراح الأسرى الأربعة على تويتر، حيث كتب "عاشت الحرية، اللعنة!"[88]
- النمسا: أعرب المستشار النمساوي كارل نيهامر عن "ارتياحه الشديد"، لكنه أكد أن "هناك أعدادًا كبيرة جدًا لا تزال محتجزة بوحشية من قبل حماس. يجب إطلاق سراحهم جميعًا فورًا". كما تعهد بمواصلة "كل الجهود" لضمان إطلاق سراح الأسير تال شوهام، التي تحمل الجنسية النمساوية.[89]
- كوبا: وقال وزير الخارجية برونو رودريغيز "إننا ندين بأشد العبارات المذبحة التي ارتكبها الجيش الإسرائيلي في مخيم النصيرات للاجئين في غزة".[90]
- مصر: أدانت البلاد قتل المدنيين ووصفته بأنه "انتهاك صارخ لجميع قواعد القانون الدولي".
- [91]
- فرنسا: أشاد الرئيس الفرنسي إيمانويل ماكرون بإنقاذ الأسرى ودعا إلى حل سياسي دائم للحرب في غزة.[92]
- ألمانيا: كتب المستشار أولاف شولتس أن إنقاذ الأسرى كان "علامة أمل مهمة"، مضيفًا أن "أربعة أسرى أصبحوا الآن أحرارًا. يجب على حماس إطلاق سراح جميع الأسرى أخيرًا. يجب أن تنتهي الحرب".[93]
- إندونيسيا: أدانت البلاد "الفظائع المتكررة" التي ارتكبتها إسرائيل في غزة، بما في ذلك في مخيم النصيرات للاجئين، ودعت إلى وقف فوري لإطلاق النار.[94]
- الأردن: أدانت البلاد قتل المدنيين ودعت "المجتمع الدولي وخاصة مجلس الأمن إلى اتخاذ إجراءات فورية وعاجلة لوقف جرائم الحرب التي ترتكبها إسرائيل في غزة".[95]
- الكويت: أدانت البلاد مقتل المدنيين ووصفته بأنه "جريمة شنيعة".[96]
- لبنان: وصفت وزارة الخارجية اللبنانية العملية بالمجزرة.[97]
- النرويج: أدان نائب وزير الخارجية أندرياس موتزفيلد كرافيك الهجوم على المدنيين ودعا إلى إطلاق سراح جميع الأسرى.[95]
- بولندا: كتب وزير الخارجية رادوسلاف سيكورسكي: "أحسنتم يا جيش الاحتلال الإسرائيلي. أتمنى أن يعود جميع الأسرى إلى ديارهم، وأن يسود السلام العادل بين إسرائيل وفلسطين"..[98]
- تركيا: وأدانت البلاد مقتل المدنيين ووصفته بأنه "هجوم همجي".[99]
- المملكة المتحدة: كتب رئيس الوزراء ريشي سوناك: "إنه لأمرٌ بالغ الارتياح أن نرى الأسرى يعودون بعد محنتهم التي لا تُصدق، ومن دواعي سرورنا أن نرى صورهم وقد عادوا إلى عائلاتهم. سنواصل السعي لإنهاء القتال، وضمان السلامة والأمن للجميع".[100]
- الولايات المتحدة: أشاد الرئيس الأمريكي جو بايدن بإنقاذ الأسرى، وتعهد بـ«عدم التوقف عن العمل» حتى يتم تحرير جميع الأسرى.[101][89]

### المنظمات
- الأمم المتحدة: صرّح الأمين العام للأمم المتحدة أنطونيو غوتيريش بأنه بعث برسائل إلى عائلتي الرهينتين المُنقذتين نوح أرغاماني وشالومي زيف، مُعربًا عن "ارتياحه لإطلاق سراحهما ورهينتين آخرين". وأضاف غوتيريش: "أُجدد ندائي بالإفراج الفوري وغير المشروط عن جميع الأسرى، وإنهاء هذه الحرب".[102] وقال بالاكريشنان راجاغوبال، المقرر الخاص للأمم المتحدة المعني بالحق في السكن، إن "الدول التي تحتفل بإطلاق سراح أربعة أسرى إسرائيليين دون أن تُعلق على مقتل مئات الفلسطينيين واحتجاز آلاف آخرين تعسفيًا من قِبل إسرائيل، قد فقدت مصداقيتها الأخلاقية لأجيال، ولا تستحق أن تكون عضوًا في أي هيئة حقوق إنسان تابعة للأمم المتحدة".[102]
- الاتحاد الأوروبي: أدان جوزيب بوريل، الدبلوماسي البارز في الاتحاد الأوروبي، حجم الخسائر في مخيم النصيرات للاجئين نتيجة عملية الإنقاذ، واصفًا إياها بـ "...مجزرة أخرى بحق المدنيين". كما دعا إلى وقف إطلاق النار والإفراج عن جميع الأسرى المتبقين.[103]
- حزب الله: ورداً على العملية، شنت الجماعة المدعومة من إيران هجمات ضد شمال إسرائيل، وقالت: "هذا الاستهداف جاء دعماً لشعبنا الفلسطيني الصامد في قطاع غزة ودعماً لمقاومته الشجاعة والشريفة، ورداً على اعتداءات العدو الإسرائيلي".[104]
- مجلس التعاون الخليجي: وصف الأمين العام جاسم محمد البديوي العملية بأنها "جريمة إرهابية استهدفت المدنيين العزل بوحشية غير مسبوقة".[105]

### مجموعات المساعدة الإنسانية
- استنكرت جمعية الهلال الأحمر الفلسطيني استخدام شاحنة المساعدات الإنسانية كغطاء للعمليات العسكرية، ووصفتها بأنها "انتهاك للقانون الإنساني الدولي والقانون العرفي"، مشيرة إلى أن مثل هذه الأفعال تشكل غدراً، وهو ما يعتبر جريمة حرب.[106]
- تساءل منسق منظمة أطباء بلا حدود في غزة: "كم عدد الرجال والنساء والأطفال الذين يجب قتلهم قبل أن يقرر قادة العالم وضع حد لهذه المذبحة؟"[107] ووفقًا للدكتورة تانيا حاج حسن، طبيبة الأطفال في منظمة أطباء بلا حدود، وصف زملاء في قسم الطوارئ بمستشفى الأسقا الوضع بـ"تكرار كلمة مذبحة، مذبحة، مذبحة مرارًا وتكرارًا".[108]
- وصفت منظمة أوكسفام الهجوم بأنه "مذبحة مروعة" و"ثمن باهظ وغير مقبول".[109][110]

### أخرى
- صرح سول تاكاهاشي، الأستاذ بجامعة أوساكا جوكاكوين  [لغات أخرى]‏ والنائب السابق للمفوضية السامية للأمم المتحدة لحقوق الإنسان، قائلاً: "إن الادعاء بأن الهجوم الإسرائيلي على مخيم النصيرات كان مبررًا يتجاهل تمامًا القانون الدولي. لقد أثبتت إسرائيل مرارًا وتكرارًا أنها لا تهتم بالقوانين الدولية والإنسانية."[111]
- صرح كينيث روث، المدير السابق لمنظمة هيومن رايتس ووتش وأستاذ في جامعة برينستون، بأن الهجوم "يتعارض مع الواجب المتمثل في اتخاذ جميع الاحتياطات الممكنة لتجنيب المدنيين الأذى".[112]

## الملاحظات
1. ↑  بحسب وزارة الصحة في غزة، فإن 64 طفلاً على الأقل من بين القتلى.[4]
2. ↑  شملت الوحدات الإسرائيلية المشاركة في العملية قوات اليمام وجهاز الأمن العام (الشاباك) وقوات الاحتلال الإسرائيلية.
3. ↑  تم قتله على يد قوات الاحتلال الإسرائيلية بشكل مباشر، ولم يتم إعدامه انتقاما لمقتل المدنيين، كما هدد في أوائل أكتوبر.[41]